# Hiromi Nagakura
Hiromi Nagakura (1952) é um fotógrafo japonês.
No dia 24 de outubro de 2023, o Instituto Tomie Ohtake promoveu uma exposição reunindo as imagens realizadas pelo fotógrafo durante suas viagens às aldeias e comunidades na Amazônia.